# La Meyze
La Meyze este o comună în departamentul Haute-Vienne din centrul Franței. În 2009 avea o populație de 848 de locuitori.

## Evoluția populației
| An        | 1975  | 1982 | 1990 | 1999 | 2006 | 2009 |
| --------- | ----- | ---- | ---- | ---- | ---- | ---- |
| Populație | 1.052 | 968  | 858  | 831  | 826  | 848  |